# Dunois (Orléanais)
Pour les articles homonymes, voir Dunois.
Le Dunois est une région historique française de l'ouest de la région naturelle de Beauce qui s'étend de Châteaudun, sous-préfecture de l'actuel département d'Eure-et-Loir, jusqu'au nord du département de Loir-et-Cher, aux confins du Vendômois. 
Cette région correspond à l'ancien Pagus Dunensis et était comprise avant 1789 dans le grand-gouvernement de l'Orléanais. Elle était alors située à l'ouest de l'Orléanais propre et au Sud-Ouest de la Beauce. 
Les villes principales du Dunois sont Châteaudun (chef-lieu), Fréteval, Cloyes-sur-le-Loir, Bonneval, Patay, Marchenoir. 
Ses habitants sont les Dunoisons peu usité, a contrario du terme Dunois très répandu.
Vicomté héréditaire au Xe siècle, le Dunois fut vendu au comte de Blois en 1382, et revendu avec le comté de Blois en 1391 à Louis Ier d'Orléans. Son fils Charles en fit don en 1439 à son demi-frère Jean, le Bâtard d'Orléans, qui fut dès lors connu comme Jean de Dunois. Il fut réuni à la couronne en 1707.